# 블랑카 포르티요
블랑카 포르티요(Blanca Portillo, 1963년 6월 15일 ~ )는 스페인의 배우이다.

## 출연 작품
- 마이사벨 (2021)
- 보이미씽 (2016)
- 우연히도 행운이 (2011)
- 비우티풀 (2010)
- 브로큰 임브레이스 (2009)
- 일곱 대의 당구대 (2007)
- 알라트리스테 (2006)
- 고야의 유령 (2006)
- 귀향 (2006)
- 엘자와 프레드 (2005)
- 3층 B호 (2002)